# Drosophila guanche
Drosophila guanche är en tvåvingeart som beskrevs av Monclus 1977. Drosophila guanche ingår i släktet Drosophila och familjen daggflugor.
Artens utbredningsområde är Kanarieöarna.